# Йорданське вино

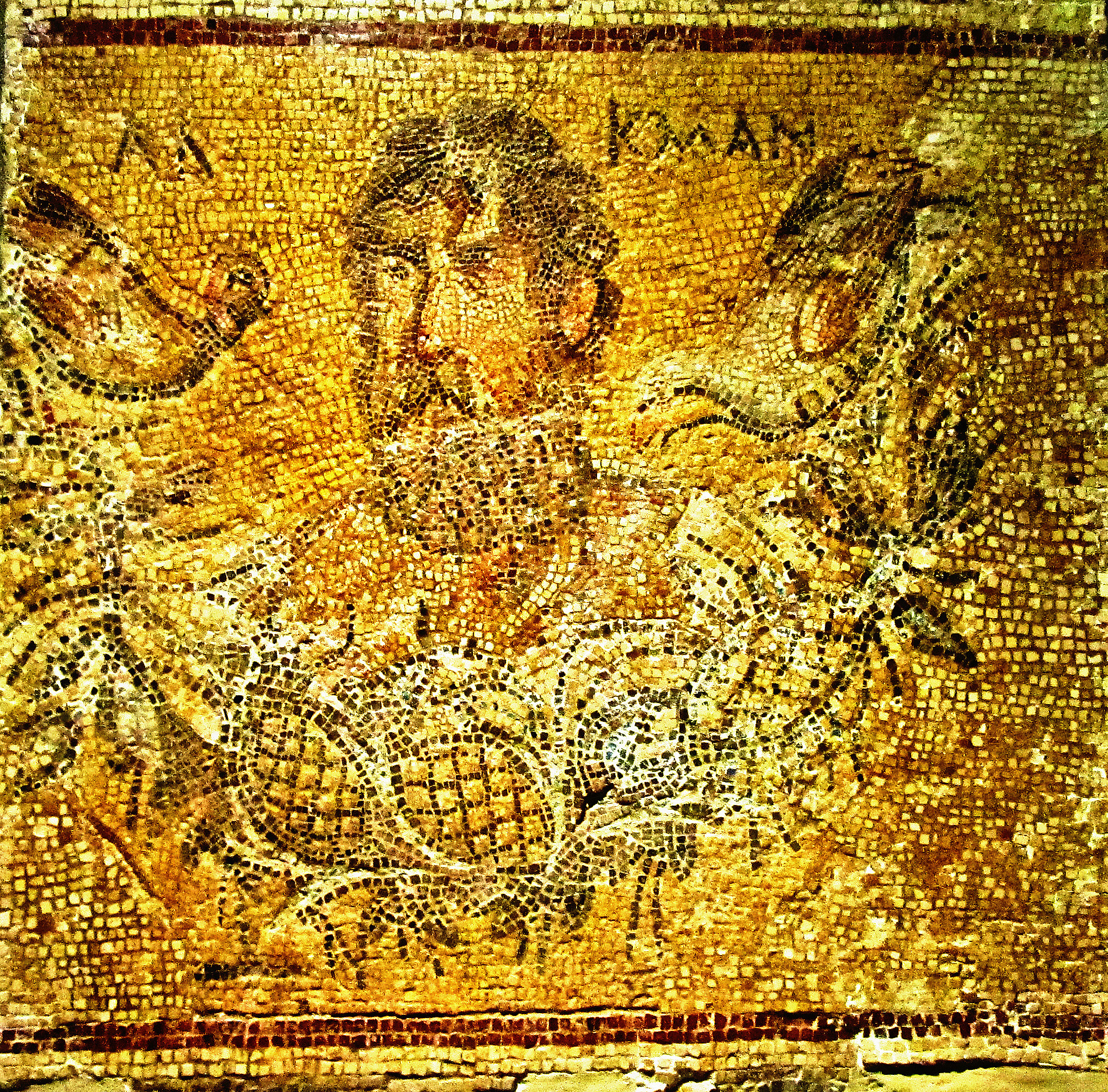
Римська мозаїка в Джераші, Йорданія, на якій зображений грецький поет Алкмана, що п'є вино. Кінець 2-3 століття нашої ери

Йорданське вино виробляють два виноробні заводи з річним обсягом виробництва близько мільйона пляшок на рік. Йорданія має давні традиції виноробства, що сягають ще набатейських часів.
Під час археологічних розкопок в околицях Петри виявили щонайменше 82 винні преси промислового масштабу, що датуються набатейськими часами. Деякі джерела припускають, що вино, яке подали Ісусу під час Таємної вечері, походило з Умм-Кайса в Північній Йорданії.
Сучасна виноробна промисловість в Йорданії була заснована в 1975 році винокурнею Haddad. Сьогодні в Йорданії існують два виноробні заводи. Zumot і Haddad виробляють вина Saint George та Jordan River відповідно. Обидва виноробні мають свої виноградники в Ель-Мафраку на півночі Йорданії, де висока висота, підземні води та багатий базальтом ґрунт забезпечують відповідні умови.
Обидві компанії виробляють близько мільйона літрів на рік, більша частина з яких призначена для внутрішнього споживання. У 2018 році повідомлялося, що вина Jordan River отримали 96 нагород, а вина Saint George — 23 нагороди.

## Сорти винограду

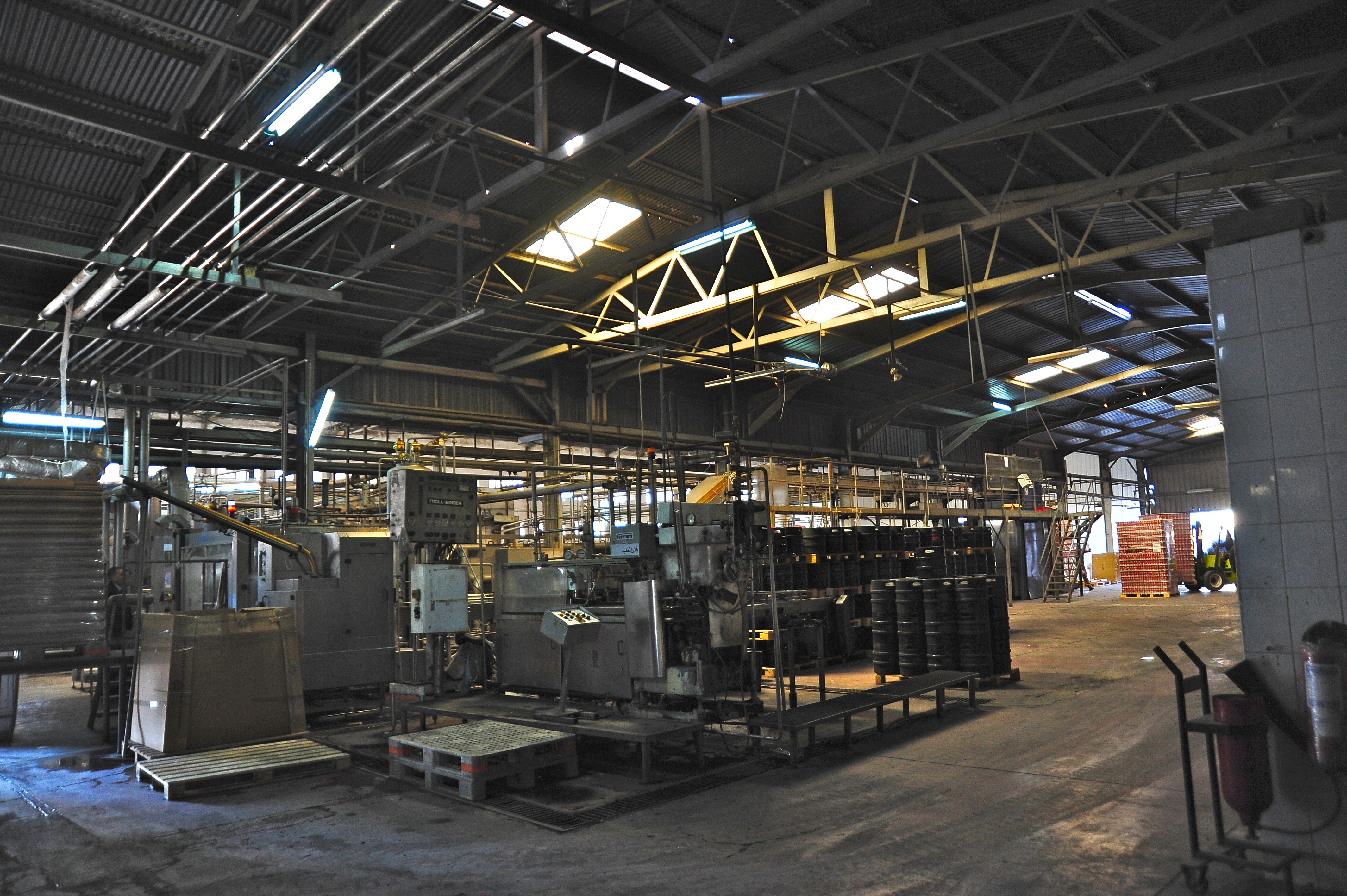
Одна з виноробень знаходиться в місті Ез-Зарка.

Традиційні місцеві сорти винограду, схоже, втрачені. Тому йорданські вина виробляються з імпортних сортів Vitis vinifera. Для виготовлення червоних вин використовуються сорти Каберне Совіньйон, Мерло, Сіра і Піно-нуар. Для виготовлення білих вин використовують сорти Шардоне, Мускат, Піно Грі, Ґевюрцтрамінер і Шенен Блан.
У 2013 році на винограднику Омара Зумота в Північній Йорданії вирощували виноград Карменер чилійського походження та виноград Токай з Італії. Відзначені нагородами вина Zumot називаються «Saint George» («Святий Георгій») та «Machaerus» («Махаер»). Виноробня Haddad виробляє білі вина під назвою «Mount Nebo», а також червоні та білі вина з маркуванням «Jordan River».